# يوجين كينيدي (كاتب)
يوجين كينيدي (بالإنجليزية: Eugene Kennedy)‏ هو صحفي وكاتب العمود وعالم نفس وكاتب أمريكي، ولد في 28 أغسطس 1928 في سيراكيوز في الولايات المتحدة، وتوفي في 3 يونيو 2015 في بينتون هاربور في الولايات المتحدة.